# Bem Bom (canção de Doce)
Bem Bom é uma canção portuguesa, vencedora do XIX Festival RTP da Canção, e que a televisão portuguesa enviou ao Festival Eurovisão da Canção 1982, interpretada pela banda Doce. Tem letra e música de António Avelar de Pinho, Tozé Brito, Pedro Correia Brito e foi orquestrada por Luís Duarte. 

## Letra
A canção é inspirada na música folclórica portuguesa, descrevendo o início de uma relação na perspectiva de uma mulher. O quarteto feminino canta sobre o que sentem às diversas horas da madrugada, com o namorado. 

## Festival RTP da Canção
Bem Bom venceu o Festival RTP da Canção, que teve lugar a 6 de março de 1982, no Teatro Maria Matos com 182 pontos atribuídos por 22 júris regionais.

## Eurovisão da Canção
Com uma letra que contagiava e música a evocar a era da música disco, o quarteto, vestido de mosqueteiras (por José Carlos, tal como o director de orquestra e coro) abriu o festival da Eurovisão em Harrogate, antes da canção do Luxemburgo cantada por Svetlana. Portugal recebeu 32 pontos e classificou-se em 13.º lugar.

### Votação
| País          | Pontuação |
| ------------- | --------- |
| Luxemburgo    | 7 pontos  |
| Suécia        | 6 pontos  |
| Turquia       | 5 pontos  |
| Países Baixos | 4 pontos  |
| Reino Unido   | 4 pontos  |
| Irlanda       | 2 pontos  |
| Finlândia     | 2 pontos  |
| Israel        | 1 ponto   |
| Suíça         | 1 ponto   |
| TOTAL         | 32 pontos |